# Maria Zanoli
Maria Zanoli, née à Milan le 26 octobre 1896 et morte dans la même ville le 15 novembre 1977, est une actrice italienne.

## Biographie
Attirée par le théâtre et la scène depuis son enfance, elle commence à travailler dans le monde de la prose comme actrice dans de petits rôles jusqu'à ce qu'elle commence à travailler avec différentes compagnies. Après la Première Guerre mondiale, elle est engagée par Giorgio Strehler au Piccolo Teatro de Milan, où elle joue Ritratto di un'attrice avec Isa Miranda.
Après trois ans, elle passe à la Compagnia del Teatro Nazionale avec Guido Salvini, travaille avec Vivi Gioi et Vittorio Gassman et retourne en 1955 avec Strehler dans Opera da tre soldi.
Elle fait ses vrais débuts au cinéma en 1944 avec Renato Castellani dans  Zazà et a joué dans une soixantaine de films jusqu'en 1961, travaillant, entre autres, avec des réalisateurs tels que Mario Mattoli, Julien Duvivier, Federico Fellini et Luchino Visconti.

## Filmographie partielle
- 1934 : Teresa Confalonieri de Guido Brignone
- 1944 : 
  -   Zazà de Renato Castellani
  - Circo equestre Za-bum de Mario Mattoli
- 1950 : Il sentiero dell'odio de Sergio Grieco
- 1951 : Le Trésor maudit (Incantesimo tragico) de Mario Sequi
- 1952 : 
  - Europe 51  de Roberto Rossellini
  - Le Roman de ma vie (Il romanzo della mia vita) de Lionello De Felice
  - Chair inquiète (Carne inquieta) de Silvestro Prestifilippo (it)
  - Sensualité (Sensualità) de Clemente Fracassi
- 1953 :
  - Fermi tutti... arrivo io! de Sergio Grieco
  - Femmes damnées (Donne proibite) de Giuseppe Amato
  - L'Âge de l'amour (L'età dell'amore) de Lionello De Felice
- 1954 :
  - Avant le déluge d'André Cayatte
  - Appassionatamente de Giacomo Gentilomo
  - La Comtesse aux pieds nus de Joseph L. Mankiewicz
- 1955 :
  - Le Dossier noir d'André Cayatte
  - Il bidone de Federico Fellini
  - L'ultimo amante  de Mario Mattoli
  - Le Printemps, l'Automne et l'Amour de Gilles Grangier
- 1957 : Nuits blanches de Luchino Visconti
- 1958 : 
  - La Vengeance de Juan Antonio Bardem
  - Amour et Ennuis (Amore e guai) d'Angelo Dorigo
- 1961 : Barabbas de Richard Fleischer